# Edward Sang
Edward Sang   (Kirkcaldy, 30 de gener de 1805 - Edimburg, 23 de desembre de 1890) fou un matemàtic escocès conegut per les seves amplies taules de logaritmes.

## Vida i obra
Nascut en una família de la secta protestant dels bereans (una forma modificada de calvinisme), Sang va rebre la seva primera educació en una escola fundada, entra d'altres, pel seu pare, sota la direcció d'un mestre poc convencional: Edward Irving. Va ingressar a la universitat d'Edimburg amb només tretze anys (el que el va convertir en la riota d'alguns companys d'estudi), però tot i així va impressionar els seus professors John Leslie i William Wallace.
Acabats els seus estudis va romandre a Edimburg fent d'agrimensor, enginyer civil i professor privat de matemàtiques. El 1828 va ser escollit fellow de la Royal Scottish Society of Arts, que, anys més tard (1857-1858) arribaria a ser president. El 1838, en retirar-se William Wallace de la universitat, va sol·licitar sense èxit la seva plaça de catedràtic.
Entre 1841 i 1843 va viure a Manchester on va ser professor de mecànica aplicada a l'escola inconformista Manchester New College.

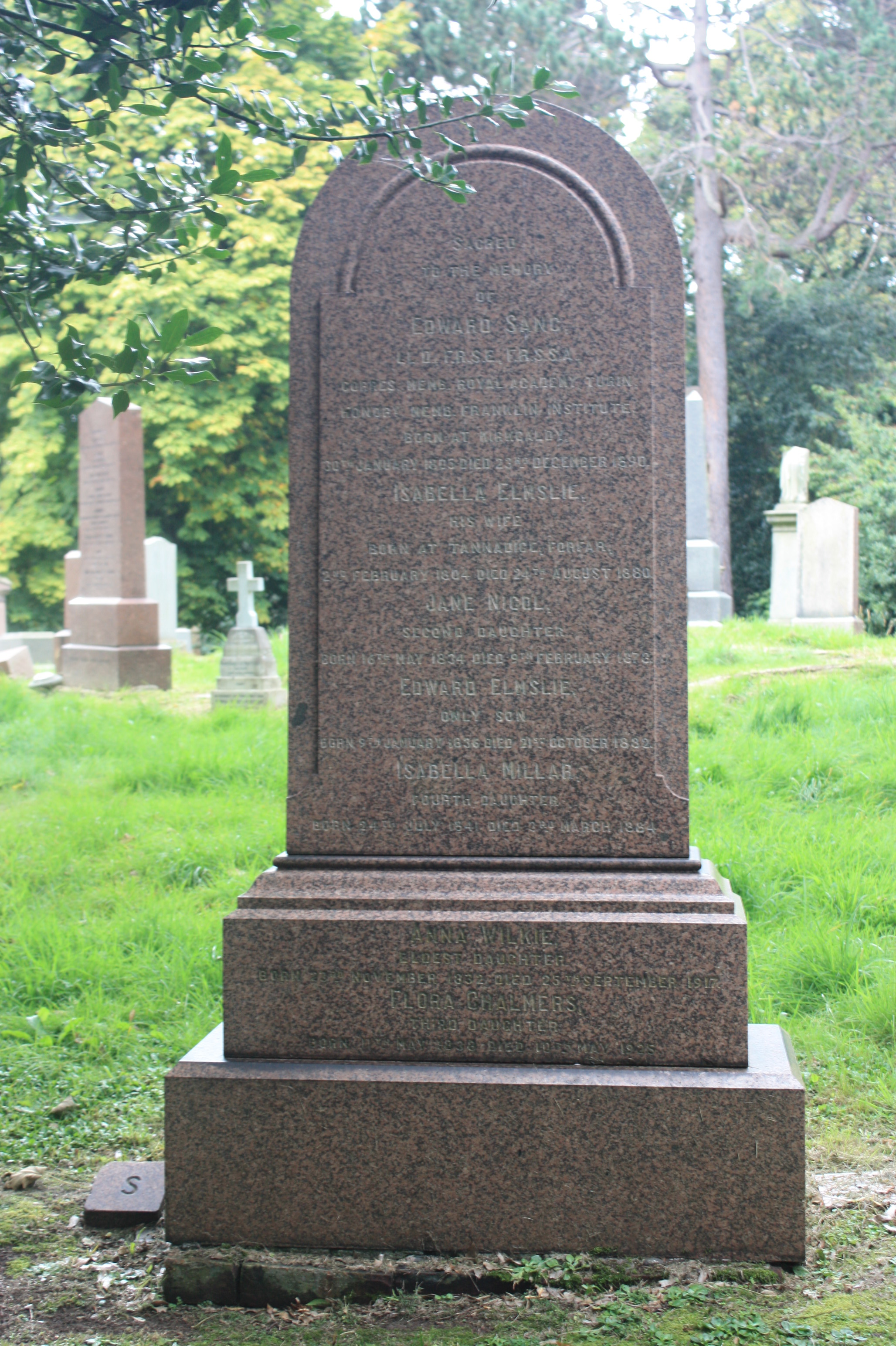
Tomba de Sang i la seva família al cementiri de Newington d'Edimburg.

El 1843 va anar a viure a Constantinoble, on el sultà turc li va encarregar l'establiment d'escoles d'enginyeria, de ferrocarrils i de siderúrgia. El 1854, esclatada la guerra de Crimea, va considerar prudent tornar a la seva Escòcia natal. El 1856, quan es va establir la Facultat d'Actuaris d'Escòcia, ell en va ser un dels seus més actius membres, publicant llibres sobre estadística i taules de mortalitat.
El 1868 van aparèixer les seves primeres taules, unes taules de magnituds astronòmiques, que seran seguides el 1871 per unes taules de logaritmes amb set decimals, calculades amb l'ajut de les seves filles Jane i Flora. Sang va dedicar quaranta anys de la seva vida al càlcul de taules matemàtiques (logaritmes i funcions trigonomètriques) amb l'ajut de les seves filles: el resultat són cinquanta volums manuscrits que es conserven a les biblioteques Nacional d'Escòcia  i de la Universitat d'Edimburg. La seva afició el va portar a polemitzar sobre els mètodes emprats per Gaspard de Prony en la confecció de les seves taules de logaritmes.